# Lobershofen
Lobershofen ist ein wüst gewordener Ort auf dem Gebiet der heutigen Gemeinde Bachhagel im bayerischen Landkreis Dillingen an der Donau.

## Geschichte

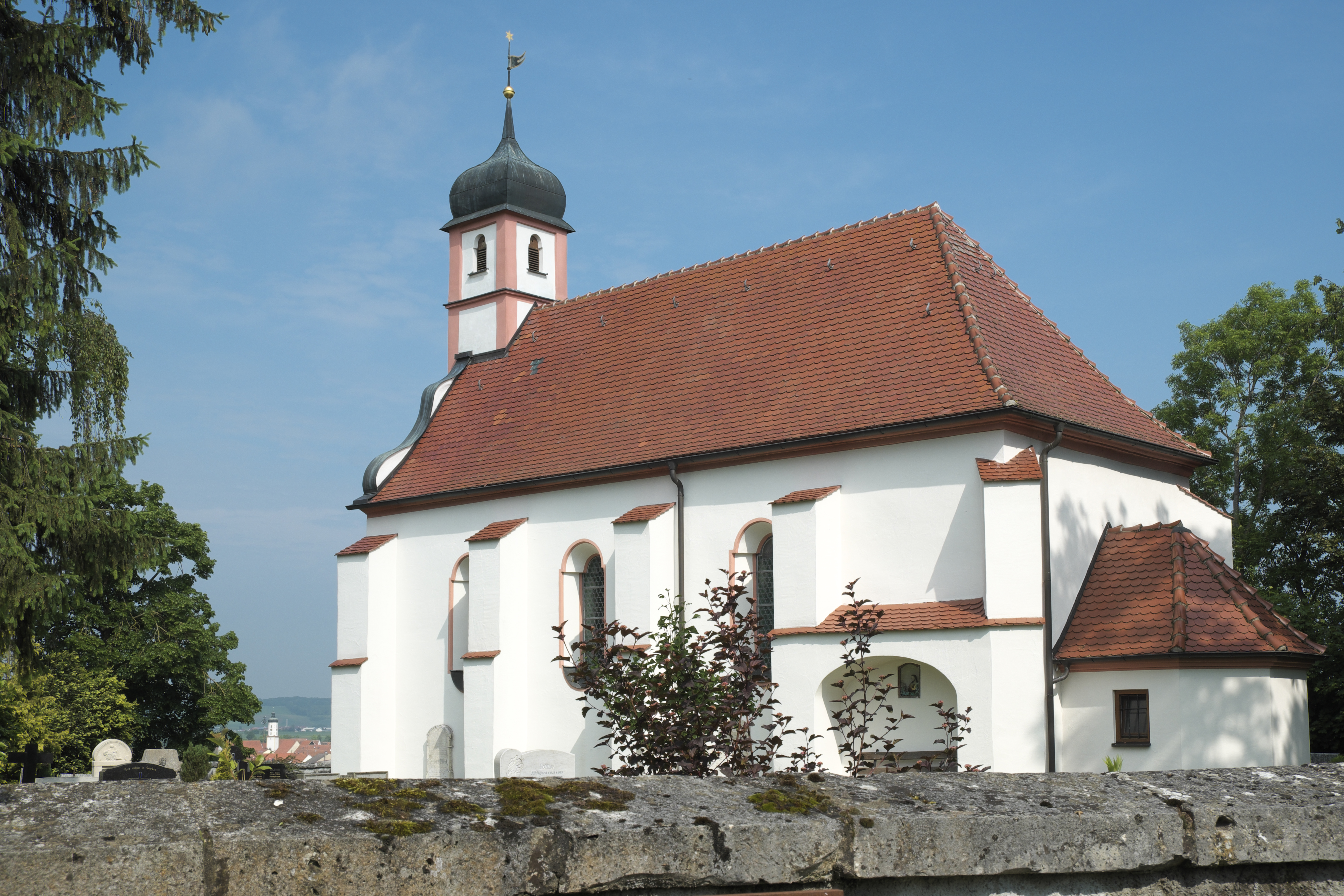
St. Georg im ehemaligen Lobershofen

Lobershofen wird erstmals als Lobershoven im Jahr 1260 urkundlich überliefert. Der Ort lag südöstlich von Bachhagel auf dem Kränzlesberg. Von dem Weiler, der wohl an der Wende vom Hoch- zum Spätmittelalter abgegangen ist, blieb nur die Pfarrkirche St. Georg erhalten. Das Pfarrrecht ging später auf die Tochterkirche Mariä Himmelfahrt über. Der Kirchensatz von Lobershofen war im Jahr 1382 an das Spital in Höchstädt an der Donau geschenkt worden. 